# هوتیسکو-سولانتس
هوتیسکو-سولانتس (به چکی: Hutisko-Solanec) یک منطقهٔ مسکونی در جمهوری چک است که در ناحیه وستین واقع شده‌است. هوتیسکو-سولانتس ۲۹٫۹۳ کیلومتر مربع مساحت و ۲٬۰۰۷ نفر جمعیت دارد و ۴۸۰ متر بالاتر از سطح دریا واقع شده‌است.